# Cantó de L'Étang-Salé
El cantó de L'Étang-Salé és un cantó de l'illa de la Reunió, regió d'ultramar francesa de l'oceà Índic. Correspon a la comuna de L'Étang-Salé.

## Història
| Data d'elecció | Identitat             | Partit |
| -------------- | --------------------- | ------ |
| 2004 -         | Jean-Claude Lacouture | UMP    |